# Константин (Чехович)
Константин Иосифович Чехо́вич (нем. Konstantyn Ritter von Czechowicz, укр. Костянтин Чехович; 15 октября 1847 — 28 апреля 1915) — украинский церковный и общественный деятель, грекокатолический епископ Перемышля (Польша).

## Биография
В 1873 году после окончания семинарии Константин Чехович был рукоположён в священника и был назначен канцлером Перемышльской епархии Украинской грекокатолической церкви. 17 ноября 1896 назначен, а 21 февраля 1897 года был рукоположён в епископа Перемышльского, Самборского и Сяноцкого.
Во время I Мировой войны после занятия российскими войсками Перемышля Константин Чехович отказался торжественно приветствовать Николая II, был помещен под домашний арест, подвергался сильному психологическому давлению и вскоре умер.

## Деятельность
В своей общественной деятельности Константин Чехович выступал против русофильства. Во время его епископства большинство священников, служивших в его епархии, были украинцы. В 1912 году Константин Чехович построил в Перемышле комплекс зданий для грекокатолической семинарии, Русский Институт для девушек (в дальнейшем был переименован в Украинский Институт для девушек). Благодаря усилиям Константина Чеховича в Перемышле были основаны различные финансовые учреждения.

## Источник
- Енциклопедія українознавства (в 10 томах), Главный редактор Володимир Кубійович, Париж, Нью-Йорк: Молоде Життя, 1954—1989.
- Ленцик В. Проф.д-р Константин Чехович, Богословія. 1983., т. 47. стр. 141—151
- Комариця М. Чехович К. Українська журналістика в іменах. вип.6., Львів, 1999, стр. 354—358
- Чехович К. Моє життя і мої мрії, Світильник Істини. Джерела до історії Богословської Академії у Львові., т. 3., 1983., стр. 480—504